# Astrospartus mediterraneus
Astrospartus mediterraneus (Mandster) is een slangster uit de familie Gorgonocephalidae.
De wetenschappelijke naam van de soort werd in 1826 gepubliceerd door Antoine Risso.